# Hallundakyrkan

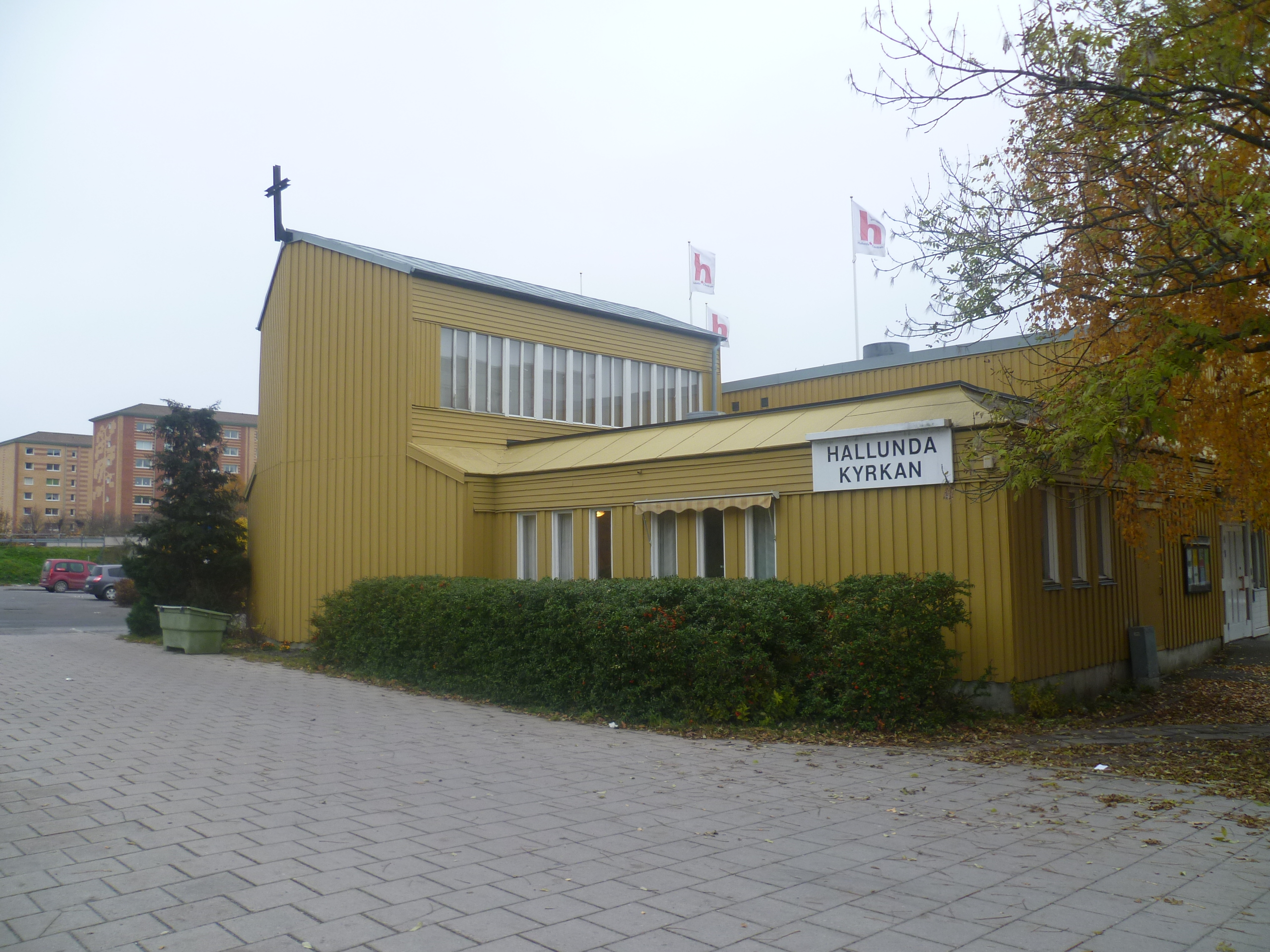
Hallundakyrkan sedd från busstorget.

Hallundakyrkan ligger i Hallunda, Botkyrka kommun söder om Stockholm. Kyrkan tillhör Hallundakyrkans församling (fram till 2004 Hallunda frikyrkoförsamling) som ingår i samfundet Equmeniakyrkan. 

## Kyrkobyggnaden
Församlingen uppförde kyrkan som blev färdig 1978. Byggnadskomplexet med kyrka och församlingslokaler har en stomme av trä och ytterväggar klädda med gulmålad stående träpanel. Kyrkorummet har nord-sydlig orientering och dess norra vägg är en vikvägg som kan öppnas upp till en intilliggande församlingslokal. Öster om kyrkorummet finns församlingsexpedition. Kyrkan är centralt placerad i området, vägg i vägg med Hallunda centrum och strax bredvid bussterminalen.

## Församlingen
Församlingen består av ca 200 medlemmar och är en av fem delägare, alla Equmenia eller syrisk ortodoxa församlingar, till Botkyrka folkhögskola i Hallunda.
Församlingen  har gudstjänster på svenska, engelska och urdu (ett av de officiella språken i Pakistan). De har även en grupp för spansktalande personer, som startade februari 2011, samt ungdomsgrupper på sina tre huvudspråk.